# Zlatná na Ostrove
Zlatná na Ostrove (Hongaars:Csallóközaranyos) is een Slowaakse gemeente in de regio Nitra, en maakt deel uit van het district Komárno.
Zlatná na Ostrove telt 2558 inwoners.